# Steve Nichols
Steve Nichols (Salt Lake City, 20 febbraio 1947) è un ingegnere statunitense noto per essere stato Chief Designer per molti team di Formula Uno a partire dalla metà degli anni 1980 fino al 2001.

## Biografia

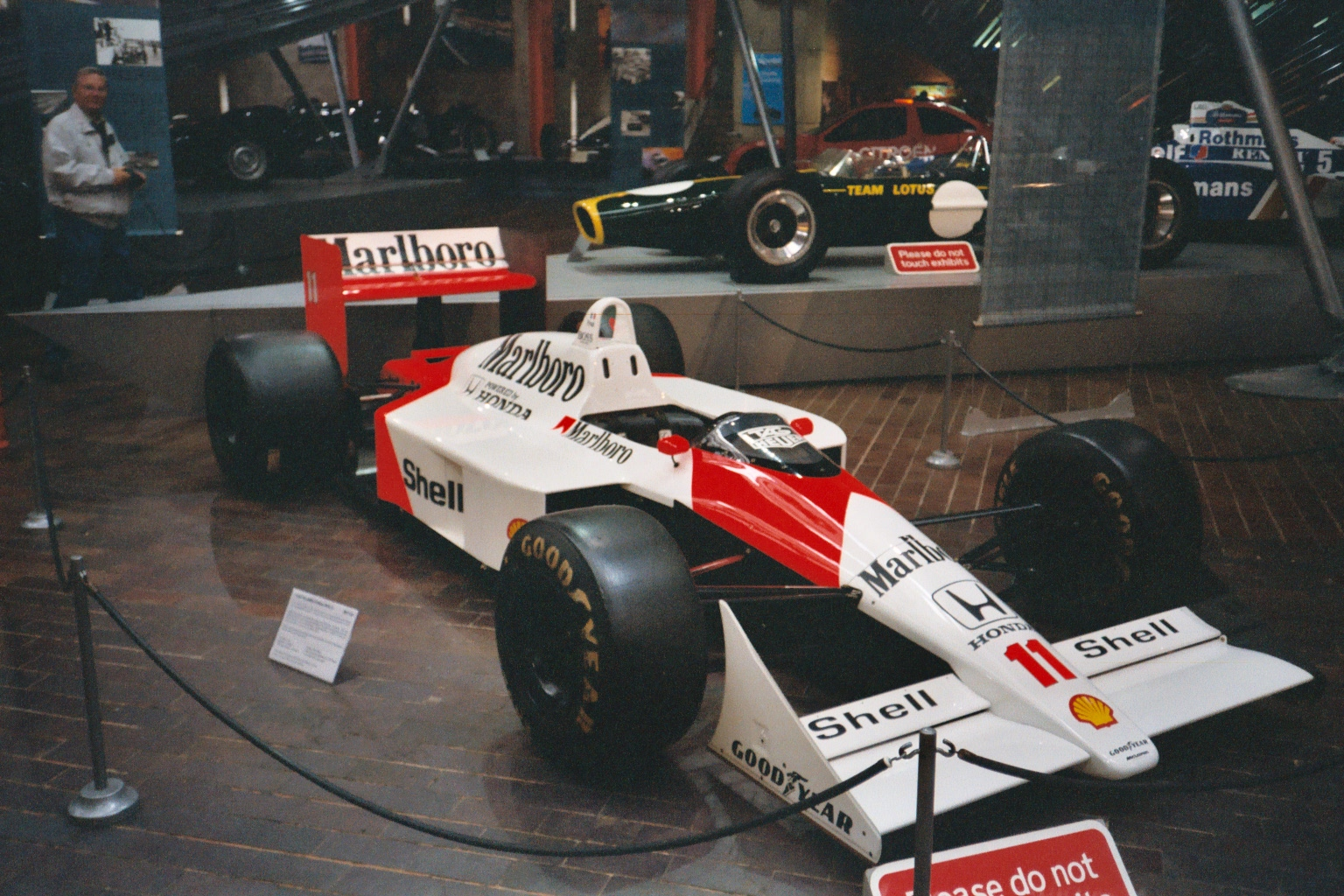
La McLaren MP4/4

Nichols si è laureato presso la University of Utah nel 1972. Ha iniziato la sua carriera come ingegnere di sviluppo presso Hercules Aerospace nel 1973. A metà del 1980 si dedica al motorsport e si unisce alla McLaren in Formula Uno. Nel 1987 diventa Chief Designer della McLaren dopo la partenza di John Barnard alla Ferrari.
Realizzò la McLaren MP4/3, derivata dalla precedenti creature di Barnard, ed equipaggiata con il motore V6 TAG-Porsche turbo, che consentì ad Alain Prost di ottenere tre vittorie nel 1987, l'ultima delle quali nel Gran Premio del Portogallo 1987, dove Prost ottenne la sua ventottesima vittoria, battendo il record di Jackie Stewart di 27 vittorie. Alla fine della stagione, la McLaren ottenne il secondo posto alle spalle della Williams nel Campionato Costruttori.
La prima vera creatura di Nichols fu però la McLaren MP4/4, alimentata dal motore turbo Honda V6. Essa, guidata da Ayrton Senna e Alain Prost, dominò la stagione 1988 con 15 vittorie su 16 gare, e 15 pole position, con un'unica sconfitta al Gran Premio d'Italia, vinto dalla Ferrari di Gerhard Berger. Berger ottenne anche l'unica pole non-McLaren dell'anno al Gran Premio di Gran Bretagna. La McLaren vinse il Campionato Costruttori 1988, mentre Senna e Prost chiusero il Campionato Piloti al primo e al secondo posto.
Alla fine del 1989, dopo che la progettazione della prima vettura a motore Honda V10 fu affidata a Neil Oatley, si trasferì alla Ferrari, dove ritrovò Alain Prost. Rimase in Ferrari fino a dicembre 1991 per poi passare alla Sauber per aiutarla nel passaggio in Formula Uno. Nel 1993 si trasferì in Jordan come capo progettista; nel 1995 ritorna alla McLaren come consulente tecnico contribuendo alla vittoria dei titoli mondiali del 1998 e 1999.
Nel 2001 si trasferì alla Jaguar come direttore tecnico. Nonostante il primo podio per la Jaguar a Monaco, Nichols lasciò alla fine della stagione 2001.